# 皮內克里克鎮區 (北卡羅萊納州亞利加尼縣)
皮內克里克鎮區（英語：Piney Creek Township）是位於美國北卡羅萊納州亞利加尼縣的一個鎮區。

## 地方資料
皮內克里克鎮區的面積為74.72平方千米，當中陸地面積為73.66平方千米，而水域面積為1.06平方千米。根據2020年美國人口普查的數據，當地共有人口932人，而人口密度為每平方千米12.47人。